# Rebekka Pax
Rebekka Veronika Pax (* 1. Mai 1978 in Mülheim an der Ruhr) ist eine deutsche Schriftstellerin.

## Leben
Rebekka Pax studierte Skandinavistik, Ur- und Frühgeschichte  und Mediävistik an der Ruhr-Universität Bochum und schloss 2008 mit einem Magister in Skandinavistik ab. Bereits während ihres Studiums besuchte sie regelmäßig die USA, wo sie ab 2004 in Los Angeles verschiedene Praktika als Drehbuchautorin beim Film absolvierte.
Zwischen 2007 und 2009 war Rebekka Pax als Lektorin bei der Kölner Filmproduktionsfirma Zeitsprung Entertainment GmbH tätig. Heute lebt sie wieder im Ruhrgebiet.

## Auszeichnungen
- 2017: DELIA-Literaturpreis für Die Schwestern vom Eisfluss

## Bibliographie
Neben zahlreichen Kurzgeschichten veröffentlicht Rebekka Pax belletristische Romane in den Genres Urban Fantasy und Historischer Roman sowohl unter ihrem eigenen Namen als auch unter den Pseudonymen Rebecca Maly und Erin Hamilton.

### Erschienen unter Rebekka Pax
- Septemberblut, Ullstein Verlag, 2011, ISBN 978-3-548-28248-0
- Flammenmond, Ullstein Verlag, 2012, ISBN 978-3-548-28249-7
- Das Herz der Harpyie, Carlsen Verlag, 2015, ISBN 978-3-551-31362-1
- Lokes Mond, Egmont LYX, 2015, ISBN 978-3-8025-9716-9
- Spiegelseele, Egmont LYX, 2016, ISBN 978-3-8025-9920-0
- Wie sie uns ansehen, Egmont LYX, 2016, ISBN 978-3-7363-0159-7

### Erschienen unter Rebecca Maly
- Im Tal des Windes, Heyne Verlag, 2012, ISBN 978-3-453-40967-5
- Der Ruf des Sturmvogels, Heyne Verlag, 2013, ISBN 978-3-453-40968-2
- Ein Haus am Kahu River, Heyne Verlag, 2014, ISBN 978-3-453-41763-2
- Tausend Wellen fern 1, Edel Elements, 2016, ISBN 978-3-95530-813-1[1]
- Tausend Wellen fern 2, Edel Elements, 2016, ISBN 978-3-95530-814-8[1]
- Tausend Wellen fern 3, Edel Elements, 2016, ISBN 978-3-95530-815-5[1]
- Tausend Wellen fern 4, Edel Elements, 2016, ISBN 978-3-95530-816-2[1]
- Die Schwestern vom Eisfluss, Rowohlt, ISBN 978-3-499-27254-7[2]
- Die Waterperry Girls: Blütenträume. Piper, München 2022, ISBN 978-3-492-31831-0
- Die Waterperry Girls: Blumenjahre. Piper, München 2022, ISBN 978-3-492-31832-7

### Erschienen unter Erin Hamilton
- Der Duft des Weißen Salbei, Piper, 2013, ISBN 978-3-492-30055-1